# VM i skak 1929
VM i skak 1929 var en match mellem den regerende mester, den i Frankrig bosatte russer, Alexander Aljechin og udfordreren Efim Bogoljubov, som var fra den ukrainske del af Rusland, men emigreret til Tyskland. Matchen gik til bedst af 30 partier; Aljechin vandt 15½-9½ og forblev verdensmester i skak. Aljechin vandt 11 partier, flere end nogen anden i en match om verdensmesterskabet.
Matchen blev spillet i forskellige byer i Holland og Tyskland mellem den 6. september og 12. november 1929.

## Baggrund
Aljechin, som vandt verdensmesterskabet ved en match mod José Raúl Capablanca i 1927, ignorerede et tilbud om at afvikle en revanchematch i Bradley Beach, New Jersey, og tog i stedet imod en udfordring fra Bogoljubov.
Bogoljubov var udpeget af en komité under verdensskakforbundet FIDE som en mulig udfordrer til VM-titlen. Men da Aljechin selv sad i denne komité, var det reelt ham selv, der udvalgte udfordreren.

## Matchregler
Der blev spillet til bedst af 30 partier dog med minimum seks gevinster. Aljechin ville beholde titlen ved 15-15.

## Styrkeforholdet inden matchen
Bogoljubov havde vundet et par store turneringer i 1920'erne, Moskva 1925 og Bad Kissingen 1928, begge gange foran bl.a. Capablanca med efter at have tabt til denne i deres indbyrdes partier. Desuden havde han vundet i Bad Pistyan, 1922, det alrussiske mesterskab (som også var Sovjetmesterskab) i 1924 og Breslau 1925 samt delt førstepladsen i Karlsbad (Karlovy Vary) i 1923.
Umiddelbart før matchen deltog Bogoljubov i den store turnering i Karlsbad 1929, som Aljechin afstod fra at deltage i, men kommenterede fra. I sine kommentarer undrede han sig over, at udfordreren ville bruge sine kræfter i en turnering, der sluttede blot otte dage, før matchen om verdensmesterskabet begyndte, men Bogoljubov glædede sig over at få praktisk træning. Bogoljubov endte på en ottendeplads med 11½ point ud af 21 mulige.

## Matchresultat
| VM matchen Aljechin - Bogoljubov, 1929 | VM matchen Aljechin - Bogoljubov, 1929 | VM matchen Aljechin - Bogoljubov, 1929 | VM matchen Aljechin - Bogoljubov, 1929 | VM matchen Aljechin - Bogoljubov, 1929 | VM matchen Aljechin - Bogoljubov, 1929 | VM matchen Aljechin - Bogoljubov, 1929 | VM matchen Aljechin - Bogoljubov, 1929 | VM matchen Aljechin - Bogoljubov, 1929 | VM matchen Aljechin - Bogoljubov, 1929 | VM matchen Aljechin - Bogoljubov, 1929 | VM matchen Aljechin - Bogoljubov, 1929 | VM matchen Aljechin - Bogoljubov, 1929 | VM matchen Aljechin - Bogoljubov, 1929 | VM matchen Aljechin - Bogoljubov, 1929 |
| Parti                                  | Dato (1929)                            | Hvid                                   | Sort                                   | Resultat                               | I alt Aljechin                         | I alt Bogoljubov                       | -                                      | Parti                                  | Dato (1929)                            | Hvid                                   | Sort                                   | Resultat                               | I alt Aljechin                         | I alt Bogoljubov                       |
| -------------------------------------- | -------------------------------------- | -------------------------------------- | -------------------------------------- | -------------------------------------- | -------------------------------------- | -------------------------------------- | -------------------------------------- | -------------------------------------- | -------------------------------------- | -------------------------------------- | -------------------------------------- | -------------------------------------- | -------------------------------------- | -------------------------------------- |
| 1                                      | 6. september                           | Aljechin                               | Bogoljubov                             | 1 - 0                                  | 1                                      | 0                                      | -                                      | 14                                     | 15. oktober                            | Bogoljubov                             | Aljechin                               | 1 – 0                                  | 8                                      | 6                                      |
| 2                                      | 7. september                           | Bogoljubov                             | Aljechin                               | ½ – ½                                  | 1½                                     | ½                                      | -                                      | 15                                     | 17. oktober                            | Aljechin                               | Bogoljubov                             | ½ – ½                                  | 8½                                     | 6½                                     |
| 3                                      | 9. september                           | Aljechin                               | Bogoljubov                             | ½ – ½                                  | 2                                      | 1                                      | -                                      | 16                                     | 19. oktober                            | Bogoljubov                             | Aljechin                               | 0 – 1                                  | 9½                                     | 6½                                     |
| 4                                      | 11. september                          | Bogoljubov                             | Aljechin                               | 1 - 0                                  | 2                                      | 2                                      | -                                      | 17                                     | 21. oktober                            | Aljechin                               | Bogoljubov                             | 1 – 0                                  | 10½                                    | 6½                                     |
| 5                                      | 13. september                          | Aljechin                               | Bogoljubov                             | 1 - 0                                  | 3                                      | 2                                      | -                                      | 18                                     | 26. oktober                            | Bogoljubov                             | Aljechin                               | 1 – 0                                  | 10½                                    | 7½                                     |
| 6                                      | 15. september                          | Bogoljubov                             | Aljechin                               | 1 - 0                                  | 3                                      | 3                                      | -                                      | 19                                     | 27. oktober                            | Aljechin                               | Bogoljubov                             | 1 – 0                                  | 11½                                    | 7½                                     |
| 7                                      | 17. september                          | Aljechin                               | Bogoljubov                             | 1 - 0                                  | 4                                      | 3                                      | -                                      | 20                                     | 20. oktober                            | Bogoljubov                             | Aljechin                               | ½ – ½                                  | 12                                     | 8                                      |
| 8                                      | 19. september                          | Bogoljubov                             | Aljechin                               | 0 – 1                                  | 5                                      | 3                                      | -                                      | 21                                     | 1. november                            | Aljechin                               | Bogoljubov                             | 1 – 0                                  | 13                                     | 8                                      |
| 9                                      | 3. oktober                             | Aljechin                               | Bogoljubov                             | ½ – ½                                  | 5½                                     | 3½                                     | -                                      | 22                                     | 3. november                            | Bogoljubov                             | Aljechin                               | 0 – 1                                  | 14                                     | 8                                      |
| 10                                     | 5. oktober                             | Bogoljubov                             | Aljechin                               | 0 – 1                                  | 6½                                     | 3½                                     | -                                      | 23                                     | 5. november                            | Aljechin                               | Bogoljubov                             | ½ – ½                                  | 14½                                    | 8½                                     |
| 11                                     | 7. oktober                             | Aljechin                               | Bogoljubov                             | ½ – ½                                  | 7                                      | 4                                      | -                                      | 24                                     | 10. november                           | Bogoljubov                             | Aljechin                               | ½ – ½                                  | 15                                     | 9                                      |
| 12                                     | 11. oktober                            | Bogoljubov                             | Aljechin                               | 0 – 1                                  | 8                                      | 4                                      | -                                      | 25                                     | 11. november                           | Aljechin                               | Bogoljubov                             | ½ – ½                                  | 15½                                    | 9½                                     |
| 13                                     | 13. oktober                            | Aljechin                               | Bogoljubov                             | 0 – 1                                  | 8                                      | 5                                      |                                        |                                        |                                        |                                        |                                        |                                        |                                        |                                        |